# Nasekawa River
Nasekawa River är ett vattendrag i Fiji.   Det ligger i divisionen Norra divisionen, i den nordöstra delen av landet, 180 km nordost om huvudstaden Suva.